# Martyrologe romain
Le Martyrologe romain (en latin : Martyrologium Romanum) est le martyrologe officiel du rite romain de l'Église catholique. Il s'agit d'une liste détaillée mais non exhaustive des saints, bienheureux et martyrs reconnus comme tels par l'Église.

## Histoire
La première édition du Martyrologe romain date de 1583 sous le pontificat de Grégoire XIII. En 1582, le pape avait ordonné la révision du calendrier julien, remplacé par le calendrier grégorien. Une deuxième édition parut dès la même année. La troisième édition en 1584 devint obligatoire partout où s'appliquait le rite romain.
La source principale de cette compilation est le Martyrologe d'Usuard, rédigé à la demande de Charles II le Chauve, auquel s'ajoutent les « Dialogues » du pape Grégoire Ier, les textes des pères de l'Église et, pour l'Église orientale, le Menologion de Sirlet. Son origine remonte au Martyrologe hiéronymien (martyrologe de Jérôme), qui s'appuyait sur des calendriers des saints d'origine romaine, africaine et syrienne, auxquels s'étaient ajoutés des noms de saints d'autres régions, créant une multiplicité de doublons, de confusions et d'erreurs de toutes sortes.
Dès 1586, puis de nouveau en 1589, parurent des éditions corrigées par Cesare Baronio, avec la mention des sources qu'il avait consultées. En 1630, le pape Urbain VIII en fit paraître une nouvelle édition revue et corrigée. En 1748, parut l'édition revue et corrigée du pape Benoît XIV, qui mit lui-même « la main à la pâte », supprimant des noms comme celui de Clément d'Alexandrie ou de Sulpice Sévère, mais conservant des figures contestées comme celle du pape Sirice. Les révisions intervenues entre cette date et 2001 sont mineures et concernent principalement l'ajout des noms de saints récemment canonisés.
Le IIe concile œcuménique du Vatican (habituellement nommé « concile Vatican II ») décréta que les récits du martyre ou de la vie des saints devaient être en accord avec la réalité historique. Cette décision nécessita des années de recherches avant la publication d'un nouveau Martyrologe romain en 2001, suivi en 2004 d'une version revue et corrigée d'où avaient été éliminées des erreurs de typographie ; elle s'était enrichie du nom de cent dix-sept personnes canonisées ou béatifiées entre 2001 et 2004, ainsi que celui de saints anciens qui n'avaient pas été conservés dans l'édition de 2001. La dernière version du Martyrologe romain contient une liste de sept mille saints et bienheureux actuellement vénérés par l'Église, dont le culte est reconnu et qui sont proposés aux fidèles comme des modèles dignes d'être imités,.

## Valeur historique
L'inclusion dans le Martyrologe romain d'informations concernant les saints n'augmente pas leur valeur historique, qui dépend uniquement de la valeur des sources utilisées.
Déjà, à la fin du XVIIe siècle, Adrien Baillet reconnaît que « ce qui reste à corriger dans ce martyrologe pour le rendre digne de l'Église romaine, n'est pas une petite affaire, à n'y considérer même que ce qui regarde la vie des Saints ». Henri Quentin observe « qu'il serait aussi imprudent de s'appuyer aveuglément sur le Martyrologe romain, héritier direct des martyrologes du Moyen Âge, que téméraire de rejeter sur l'autorité ecclésiastique la responsabilité des erreurs qu'il contient ».

## De l'usage duMartyrologedans le rite romain
La messe ou un des offices peut être consacré, si les circonstances le justifient, au saint dont le nom correspond à ce jour dans le calendrier. Le nom d'un saint inscrit au martyrologe peut être donné à une église. Celui d'une personne béatifiée ne peut être donné à une église que s'il figure dans le calendrier propre du diocèse ou du pays où se trouve l'église, sauf dispense spéciale du Saint-Siège.

## Lecture et chant
Le nom du saint et le passage qui lui est consacré doivent être lus la veille. La lecture dans le chœur est recommandée, mais non exclusive ; dans les séminaires, elle se fait traditionnellement lors du principal repas de la journée. Le chant grégorien approprié est signalé dans le texte du martyrologe.